# Euphorbia tinianensis
Euphorbia tinianensis är en törelväxtart som beskrevs av Takahide Hosokawa. Euphorbia tinianensis ingår i släktet törlar, och familjen törelväxter. Inga underarter finns listade i Catalogue of Life.